# Самарийдицинк
Самарийдицинк — бинарное неорганическое соединение
самария и цинка
с формулой Zn2Sm,
кристаллы.

## Получение
- Сплавление стехиометрических количеств чистых веществ:

{\displaystyle {\mathsf {Sm+2Zn\ {\xrightarrow {942^{o}C}}\ Zn_{2}Sm}}}

## Физические свойства
Самарийдицинк образует кристаллы
ромбической сингонии, пространственная группа I mma, параметры ячейки a = 0,4552 нм, b = 0,7299 нм, c = 0,7590 нм, Z = 4,
структура типа диртутькалия KHg2
.
Соединение конгруэнтно плавится при температуре 942 °C
.